# Френк Вільямс
Сер Френсіс Оуен Гарбатт Вільямс (англ. Sir Francis Owen Garbatt Williams; 16 квітня 1942, Саут-Шилдс, Саут-Тайнсайд, Тайн-енд-Вір, Північно-Східна Англія, Англія, Велика Британія — 28 листопада 2021)  — засновник та керівник британської команди Формули-1 Вільямс.

## Біографія

### До Формули-1
Френк Вільямс народився 16 квітня 1942 року в прибережному містечку Саут-Шилдс, англійського графства Тайн-енд-Вір. Батьки Френка Вільямса — офіцер Королівських Повітряних сил (RAF) і викладач (пізніше директор) школи.
Після нетривалої кар'єри пілота та механіка, Вільямс заснував у 1966 році команду Frank Williams Racing Cars. Вільямс і гонщик Пірс Карідж у 1968 році взяли участь у чемпіонаті Європи з Формули-2, досягнувши непоганих результатів. Команда Вільямса кілька років брала участь і займала призові місця у гонках Формули-2 і Формули-3.

### Формула-1

#### Frank Williams Racing Cars
З 1969 року команда Frank Williams Racing Cars брала участь у перегонах Формули-1, використовуючи шасі сторонніх виробників: Brabham, De Tomaso (Alejandro de Tomaso) та March (March Engineering). Однак, не зважаючи на підтримку Marlboro та Iso (Iso Rivolta), команда потерпала від фінансових негараздів, не здобувши успіху у перегонах. В результаті у 1977 році Вільямс був змушений продати команду канадському мільйонеру Вальтеру Вольфу (Walter Wolf).

#### Williams Grand Prix Engineering
У 1977 році, Вільямс та його інженер Патрік Гед заснували нову команду під назвою Williams Grand Prix Engineering. Був придбаний склад у Дідкоті (графство Оксфордшир), де і був заснований завод нової команди. У результаті, вже у 1979, Джузеппе Регаццоні виграв першу гонку, у наступному, 1980 році команда виграла свій перший Кубок конструкторів, а Алан Джонс став Чемпіоном світу, другу перемогу команді забезпечив Кеке Росбер у 1982 році.

#### WilliamsF1
Перейменована у WilliamsF1, команда стала однією з найсильніших у 1980-90-х роках в Формулі-1. Усього виграно 9 Кубків Конструкторів (які Вільямс завжди цінував вище, ніж перемогу в особистому заліку пілотів), одержано 114 перемог у Гран-прі.
Незважаючи на те, що у 1986 році Вільямс, в результаті автомобільної аварії був паралізований, він залишився керівником однієї з видатних та однієї з останніх незалежних команд Формули-1. У 2013 році, після двох етапів сезону, дочка Френка Вільямса Клер стала заступником керівника команди.
Помер 28 листопада 2021 року.

## Нагороди
Френк Вільямс був нагороджений Орденом Британської імперії у 1987 році, у 1999 році йому було подаровано титул сера.